# Fear (Jeff Abbott)
Fear is een thriller van Jeff Abbott uit 2006. De originele versie is uitgegeven door Sphere. De Nederlandse versie genaamd Angst is door Mynx uitgegeven.

## Inhoud
Miles Kendrick wordt nog elke dag achtervolgd door de dood van zijn beste vriend. Met de hulp van zijn psychiater, Allison Vance, lukt het Miles maar net om zich staande te houden, en probeert hij zich uit alle macht te herinneren wat er die bewuste avond precies is gebeurd. Als Allison om het leven komt door een ontploffing in haar kantoor, raakt Miles tegen wil en dank betrokken bij een complexe samenzwering. Op de hielen gezeten door een ontspoorde FBI-agent moet hij alles op alles zetten om te overleven.